# Heinz-Gerhard Haupt

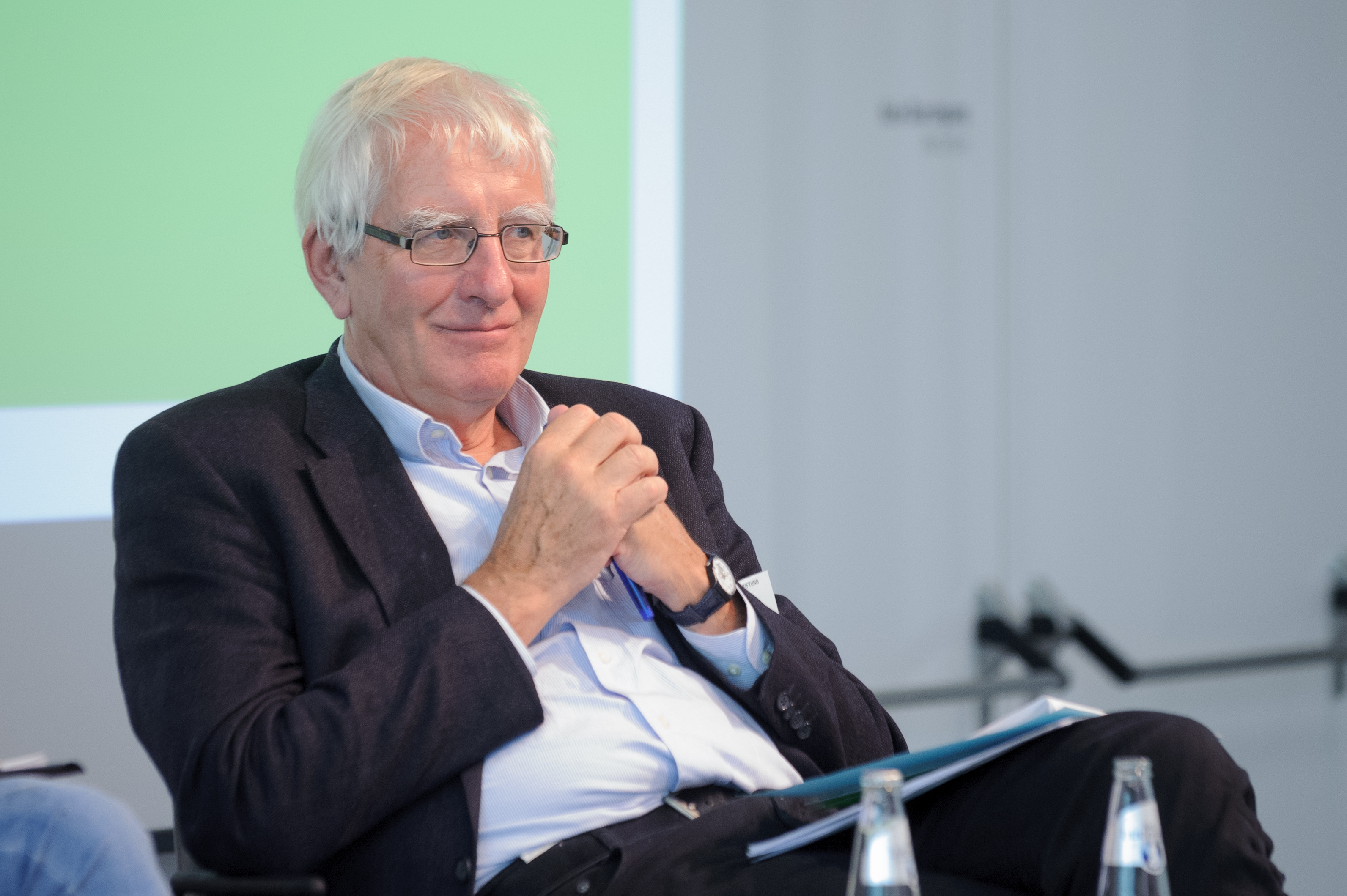
Heinz-Gerhard Haupt (2012)

Heinz-Gerhard Haupt (* 21. März 1943 in Göttingen) ist ein deutscher Historiker und Hochschullehrer.

## Leben
Haupt studierte von 1962 bis 1972 Geschichte, Politikwissenschaft und Romanistik an den Universitäten Göttingen und Paris sowie an der Freien Universität Berlin. 1972 wurde er mit einer Arbeit zur französischen Geschichte promoviert. Von 1974 bis 1985 lehrte er als Professor für Neuere Französische Geschichte an der Universität Bremen. Von 1985 bis 1989 arbeitete Haupt als Historiker in Lyon und Paris. Von 1989 bis 1993 war er Professor für Europäische Geschichte am Europäischen Hochschulinstitut in Florenz. 1993 wurde Haupt als Professor für Neuere Geschichte an die Universität Halle-Wittenberg berufen. 1998 erhielt er eine Professur für allgemeine Geschichte unter besonderer Berücksichtigung der Sozialgeschichte an der Universität Bielefeld. 2003 nahm er den Ruf auf eine Professur für Europäische Geschichte am Europäischen Hochschulinstitut in Florenz an, die er bis zum Eintritt in den Ruhestand wahrnahm.

## Werke (Auswahl)
- Nationalismus und Demokratie. Zur Geschichte der Bourgeoisie im Frankreich der Restauration, Frankfurt am Main 1974.
- Wirtschaft und Gesellschaft in Frankreich seit 1789. Hrsg. von Gilbert Ziebura unter Mitwirkung von Heinz-Gerhard Haupt, Köln 1975.
- mit Karin Hausen: Die Pariser Kommune. Erfolg und Scheitern einer Revolution, Frankfurt am Main 1979.
- (Hrsg.): Die radikale Mitte. Lebensweise und Politik von Handwerkern und Kleinhändlern in Deutschland seit 1848, München 1985.
- Sozialgeschichte Frankreichs seit 1789, Frankfurt am Main 1989.
- (Hrsg.): Orte des Alltags. Miniaturen aus der europäischen Kulturgeschichte, München 1994.
- mit Geoffrey Crossick (Hrsg.): Die Kleinbürger. Eine europäische Sozialgeschichte des 19. Jahrhunderts, München 1998.
- mit Michael Grüttner, Rüdiger Hachtmann (Hrsg.): Geschichte und Emanzipation. Festschrift für Reinhard Rürup, Frankfurt am Main 1999.
- mit Dieter Langewiesche (Hrsg.): Nation und Religion in der deutschen Geschichte, Frankfurt am Main 2002.
- (Hrsg.): Das Ende der Zünfte. Ein europäischer Vergleich, Göttingen 2002.
- Konsum und Handel. Europa im 19. und 20. Jahrhundert, Göttingen 2004.
- mit Dieter Langewiesche (Hrsg.): Nation und Religion in Europa. Mehrkonfessionelle Gesellschaften im 19. und 20. Jahrhundert, Frankfurt am Main/New York 2004.
- mit Jörg Requate (Hrsg.): Aufbruch in die Zukunft. Die 1960er Jahre zwischen Planungseuphorie und kulturellem Wandel: DDR, CSSR und Bundesrepublik Deutschland im Vergleich, Göttingen 2004.
- mit Ute Frevert (Hrsg.): Neue Politikgeschichte. Perspektiven einer historischen Politikforschung, Frankfurt/New York 2005.
- mit Christoph Gusy (Hrsg.): Inklusion und Partizipation, Frankfurt am Main/New York 2005.
- mit Klaus Weinhauer, Jörg Requate (Hrsg.): Terrorismus in der Bundesrepublik. Medien, Staat und Subkulturen in den 1970er Jahren, Frankfurt am Main 2006.
- mit Neithard Bulst, Ingrid Gilcher-Holtey (Hrsg.): Gewalt im politischen Raum. Fallanalysen vom Spätmittelalter bis ins 20. Jahrhundert, Frankfurt am Main 2008.
- mit Claudius Torp (Hrsg.): Die Konsumgesellschaft in Deutschland 1890–1990. Ein Handbuch, Frankfurt am Main 2009.
- mit Jürgen Kocka (Hrsg.): Comparative and transnational history. Central European approaches and new perspectives, New York 2009.
- mit Wilhelm Heitmeyer, Stefan Malthaner und Andrea Kirschner (Hrsg.): Control of Violence. Historical and International Perspectives on Violence in Modern Societies, New York 2010.
- Gewalt und Politik im Europa des 19. und 20. Jahrhunderts, Göttingen 2012.
- Geschichte Frankreichs, Stuttgart 2014.
- Klassen im sozialen Raum. Aufsätze zur europäischen Sozialgeschichte des 19. und 20. Jahrhunderts, hrsg. von Alexander Nützenadel u. a., Göttingen 2018.
- Den Staat herausfordern. Attentate in Europa im späten 19. Jahrhundert, Frankfurt am Main 2019.